# レクサス・LBX
LBX（エルビーエックス、Lexus LBX）は、トヨタ自動車が展開する高級車ブランド「レクサス」から販売されているコンパクトクロスオーバーSUVである。生産はノーマルグレードがトヨタ自動車東日本岩手工場で、MORIZO RRは元町工場で行われる。

## 概要
車名のLBXの由来は、「Lexus Breakthrough X（cross）-over」を意味しており、「コンパクトながら、走りやデザインも上質である車」を目指して開発された。
プラットフォームは、ヤリスクロスなどにも採用されているGA-Bプラットフォームを大幅に改良したものを採用。ボディ剛性の向上や、低重心化と軽量化を実現している。レクサスブランドでは初のBセグメント車となった。
エクステリアデザインは、デザインコンセプトを「プレミアム・カジュアル」とし、横に張り出したフェンダーなど上質なデザインを実現している。また、フロント周辺では、5代目RXに採用された「スピンドルボディ」の進化版である「ユニファイドスピンドル」を採用。また近年のレクサスには珍しく、ボンネットフードにロゴマークを配置するデザインとなっている。リア周辺は「L E X U S」のバラ文字ロゴを採用し、ボディサイドまで回り込んだ一文字のフルLEDリアコンビネーションランプの下部中央に配置されている。
インテリアでは、人間中心の設計思想「タズナ・コンセプト」を取り込み、高級感のある内装と操作性を両立させている。"Cool"と"Relax"の違いは、アルミホイールが"Cool"ではダークグレーメタリック塗装＋切削光輝なのに対し、"Relax"ではダークプレミアムメタリック塗装になっている。インテリアでは、"Relax"はセミアニリン本革シートだが"Cool"はウルトラスエードとのコンビシートになっているという違いがある。
このモデルでは、ほかの次世代LEXUSモデル（NX・LX・RX・RZ・LM）と同様に紙カタログはギャラリーのStyles、グレードや装備・スペックのみ掲載しているSelections、簡易的な掲載のLexus Dealer Optionの3部に、専用のBespoke Buildを加えた4部構成で、その他の詳細などはホームページで見る形式になっている。

## 年表
2023年6月5日、イタリアのミラノで世界初公開。
同年11月9日に日本で正式発表された（同日より注文受付開始、12月下旬発売）。日本仕様では"Cool"と"Relax"が導入され、オーダーメイド仕様の"Bespoke Build"も設定される。"Bespoke Build"は100台限定となるため、発表日から11月21日まで申込受付を行い、当選者には販売店から連絡が入る抽選販売の形態が採られる。
2024年7月18日には、追加モデルとして「MORIZO RR」を発表、同日より受付を開始した。発売は8月下旬予定。同時に、「MORIZO RR "Bespoke Build"」を同日から2024年7月31日まで100台限定抽選販売。東京オートサロン2024等で「MORIZO RR CONCEPT」として展示されていたもので、パワートレインをモデル専用のもの、プラットフォームもリヤはGA-Cプラットフォームに変更、フロントロアアームにレスポンス向上減衰構造REDS（Response-Enhancing Damping Structure）を世界で初めて採用した。"Bespoke Build"は、モリゾウのシグネチャーカラーであるイエローをあしらったブレーキキャリパーが専用アイテムとして用意される。
2024年10月31日、新グレード"Elegant"を発売。価格は税込420万円とUX300hベースモデルよりも抑えられている。エクステリアカラーは"Bespoke Build"で選択できるアストログレーマイカメタリックを含めた全6色で、同じく"Bespoke Build"でのみ選択できる225/60R17タイヤ＆17インチアルミホイール（ミディアムグレーメタリック塗装）を標準とした。インテリアでは「モーヴ」「ソリスホワイト」のL texシート（ステアリングもL texになる）を採用した。
2025年5月15日、一部改良。リアショックアブソーバーのシリンダサイズが拡大され、フロントアスクルの車両前後方向の動きを抑制。ANC（アクティブノイズコントロール）が全モデル標準設定となり、フェンダーに吸音材が追加された。バリエーションが拡充され、ボディカラーに"Bespoke Build"で選択可能なレッドスピネル&ブラックを含む6色を設定し、内装にブラック&レッドステッチを設定し、シート表皮にL texを採用した"Active"が追加された。
2025年8月6日、同年10月13日にMORIZO RRの特別仕様車"Original Edition"を限定100台発売することを発表した。なお、限定100台の内70台は2025年7月3日から7月21日に全国のレクサス店で先行商談・抽選申込みが済んでおり、残る30台を8月21日13時30分から8月31日23時59分までインターネット上での抽選申込みとなり、当選した場合のみ指定したレクサス店から連絡が入る。MORIZO RRをベースに、東京オートサロン2024で発表したコンセプトモデル（MORIZO RR CONCEPT）を再現して、モリゾウのシグネチャーカラーであるイエローをブレーキキャリパー、フロントバンパーモール、シートベルトに施した。インテリアカラーはオーカーで、助手席のインストルメントパネルには専用のオリジナルバッジも付与される。Direct Shift-8AT車、6MT車ともに価格は同一の730万円となる。

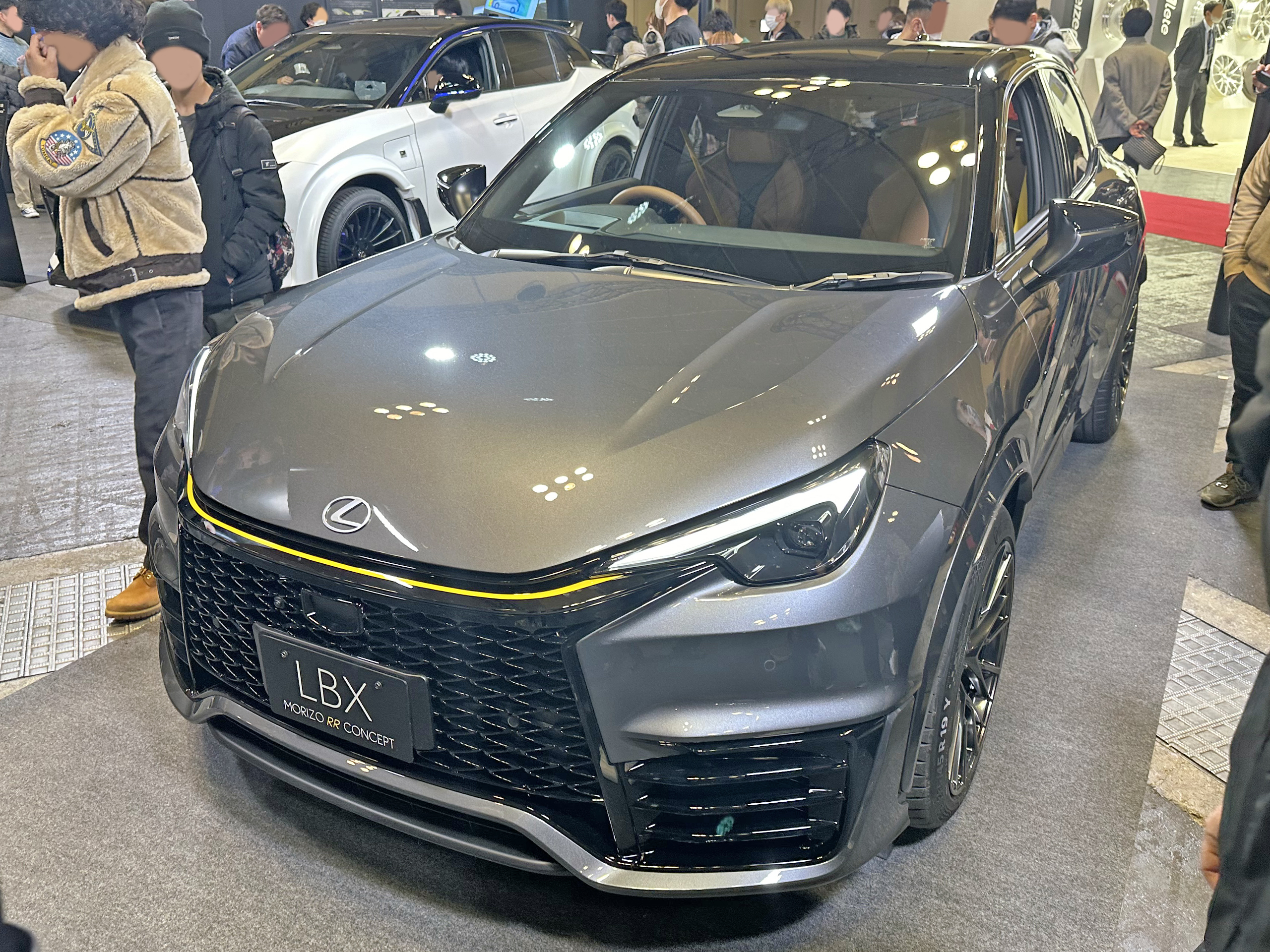
MORIZO RR CONCEPT フロント
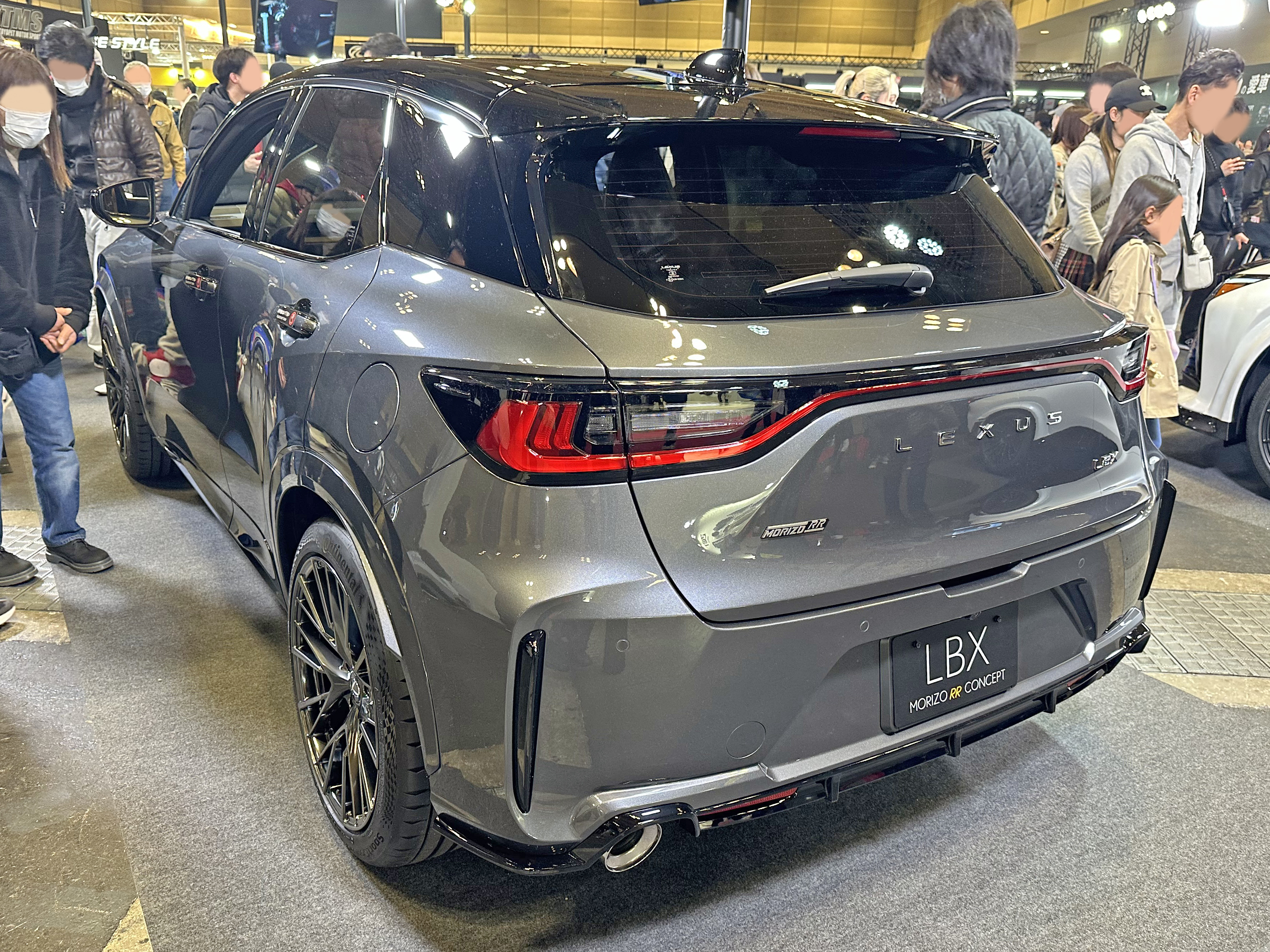
MORIZO RR CONCEPT リア
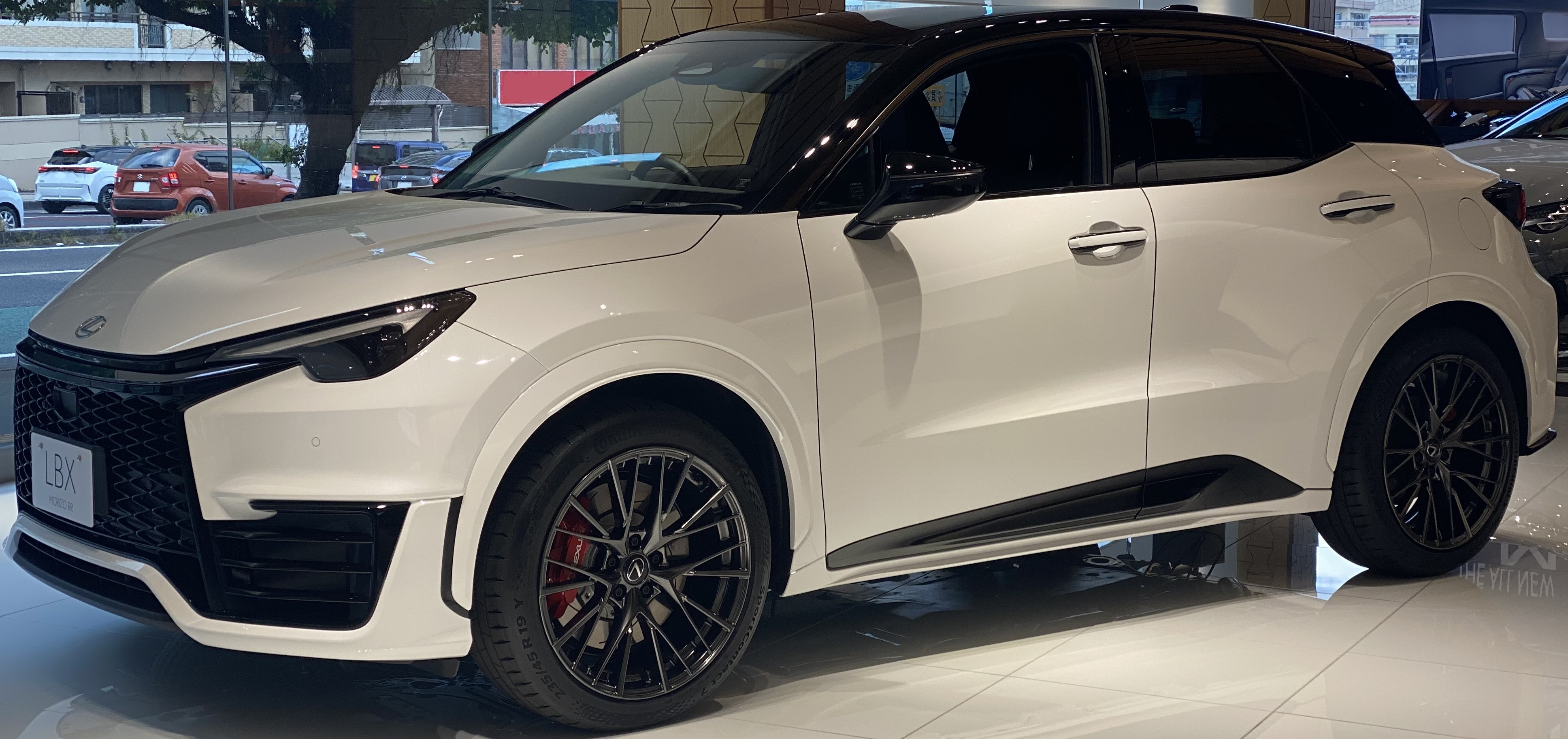
MORIZO RR フロント
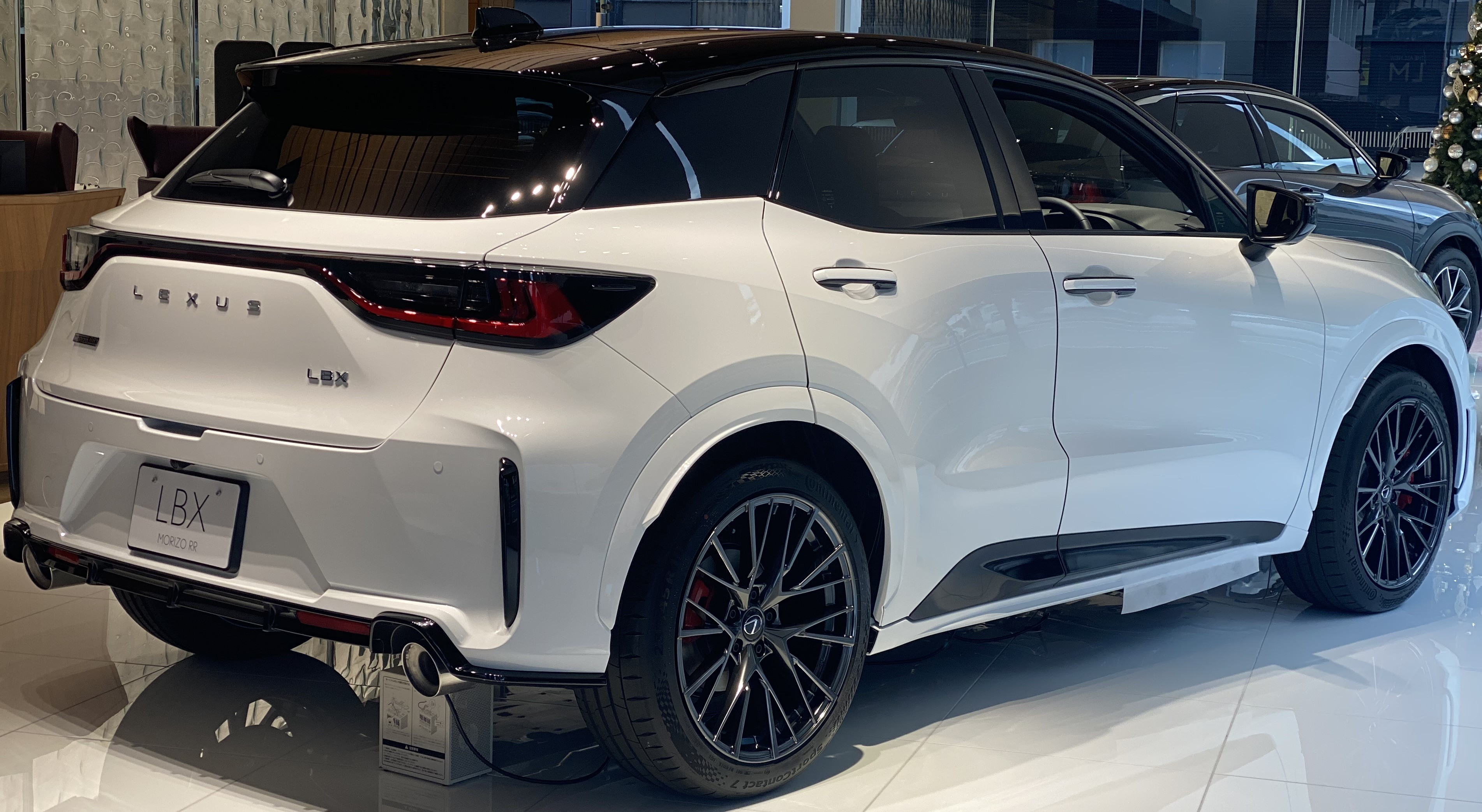
MORIZO RR リア
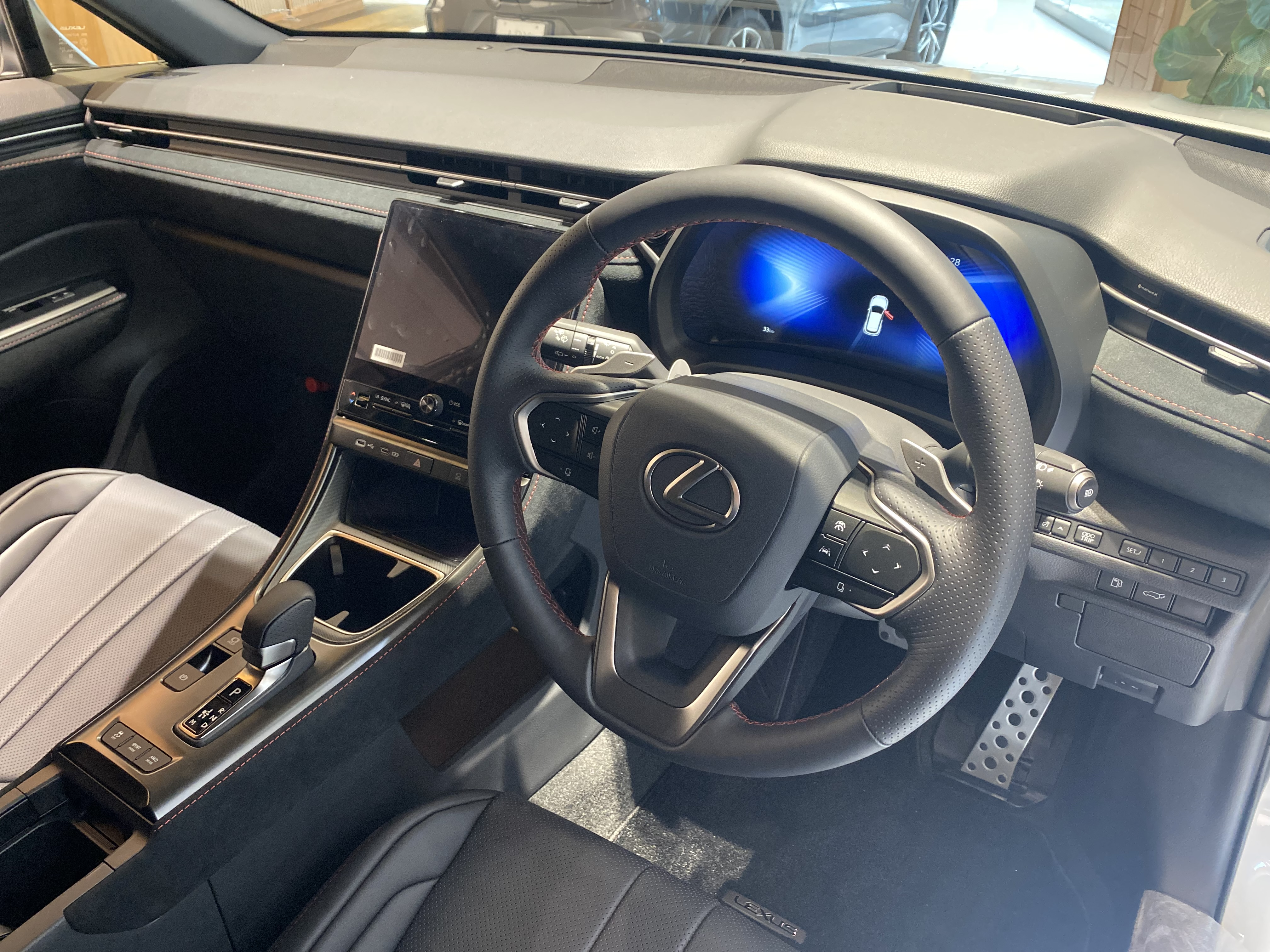
MORIZO RR インテリア

## パワートレイン
エンジンは1.5L直列3気筒エンジンのM15A-FXE型が搭載され、そこにギアトレーンとモーターが一体となったトランスアスクルとバイポーラ型ニッケル水素電池を組み合わせたトヨタ・ハイブリッド・システムが採用されている。このため変速システムは、動力分割機構（電気式無段変速機）となる。ハイブリッドシステム自体は第4世代の技術をベースに、ギアトレーンとモーターは第5世代の技術を組み合わせている。前輪駆動に加え、リアにもモーターを備えた電気式四輪駆動システム「E-Four」が設定されている。
MORIZO RRはエンジンをGRヤリス向けに開発された1.6L直列3気筒インタークーラーターボエンジン（G16E-GTS）に変更している。トランスミッションはDirect Shift-8ATに加えて、日本のレクサスでは初となる6速iMT（インテリジェントマニュアルトランスミッション）を選択可能にした。駆動方式は電子制御フルタイムAWDのみである。
| ハイブリッド            | ハイブリッド           | ハイブリッド | ハイブリッド           | ハイブリッド               | ハイブリッド                     |
| エンジン・ 電気モーター | タイプ                 | 排気量 (cc)  | 最高出力 (kW (PS)/rpm) | 最大トルク (Nm (kgm)/rpm)  | 備考                             |
| ----------------------- | ---------------------- | ------------ | ---------------------- | -------------------------- | -------------------------------- |
| M15A-FXE型              | 直列3気筒DOHC          | 1,490        | 67 (91) / 5,500        | 120 (12.2) / 3,800 - 4,800 | 無鉛レギュラーガソリン仕様       |
| 1VM型                   | 交流同期電動機         | -            | 69 (94)                | 185 (18.9)                 | フロントモーター                 |
| 1MM型                   | 交流誘導電動機         | -            | 5 (6.8)                | 52 (5.3)                   | リアモーター（AWDのみ）          |
| 合計                    | -                      | -            | 100 (136)              | 185 (18.9)                 | システム出力およびシステムトルク |
| ガソリンエンジン        |                        |              |                        |                            |                                  |
| エンジン                | タイプ                 | 排気量 (cc)  | 最高出力 (kW (PS)/rpm) | 最大トルク (Nm (kgm)/rpm)  | 備考                             |
| G16E-GTS型              | 直列3気筒DOHC ICターボ | 1,618        | 224 (305) / 6,500      | 400 (40.8) / 3,250 - 4,600 | 無鉛プレミアムガソリン仕様       |